# David Brunt
Sir David Brunt, KBE, FRS, valižanski meteorolog, * 17. junij 1886, Staylittle, grofija Montgomeryshire, Wales, † 5. februar 1965.
Brunt je med 1. svetovno vojno napovedoval vreme in se ukvarjal s težjimi problemi iz meteorologije.
Neodvisno of Väisäläja je odkril Brunt-Väisäläjevo frekvenco, vzgonsko frekvenco, pri kateri bo navpično premična kopica v ozračju nihala znotraj statistično stabilne okolice.
Med letoma 1942 in 1944 je bil predsednik Kraljeve meteorološke družbe.
Kraljeva družba iz Londona mu je leta 1944 za njegove temeljne prispevke k meteorologiji podelila svojo Kraljevo medaljo.